# 裴楷
裴楷（237年—291年），字叔则，河东闻喜（今山西闻喜县）人，晋朝官员、名士。祖父裴茂，汉尚书令。父裴徽，魏冀州刺史。从兄裴秀。裴楷是西晋时杰出人物的代表之一，在西晋政治中扮演了重要角色，有名望于当世。他相貌英俊，气质卓越，学识广博，精擅《老子》《易经》，年少时即出名，当时人们称他为“玉人”，与王戎、王济、和峤等齐名。

## 仕宦经历

### 曹魏时期
裴楷年少时，受到钟会推荐，司马昭任裴楷为相国掾，后任尚书郎。贾充修订律令，裴楷任定科郎参与修订。晋武帝担任抚军时，任命他为参军。后又经钟会推荐，任吏部郎。

### 晋武帝时期
西晋初年，裴楷任中书郎。不久拜散骑侍郎，累官散骑常侍、河内太守，入朝为屯骑校尉、右军将军，转侍中。

### 晋惠帝时期
晋惠帝即位，外戚杨骏执政，裴楷虽然与杨骏有姻亲关系，但关系不和，裴楷改任卫尉。太子少师等，实为闲职。杨骏被诛，裴楷受牵连被免官。在卫瓘、司马亮等推荐下，裴楷受封临海侯，食邑二千户。任尚书。因为八王之乱的关系，裴楷担心朝局不安，请求外放，还未出发，楚王司马玮作乱。司马玮被诛后，裴楷任中书令，加侍中，与张华、王戎掌握朝政大权。后加光禄大夫、开府仪同三司。

## 言行风度
裴楷相貌出眾，風度翩翩，精于理義，晉武帝登基占卜世數（即推測晉朝可傳几世），僅為一，裴楷以言語化解，君臣皆悅。長于朗誦，武帝時改訂律令，由裴楷朗誦，“左右矚目，聽者忘倦”。雖然不尚節儉，頗好珍玩，但同時樂善好施，謂“损有余以补不足，天之道也”。性情寬厚，安於毀譽。楊駿事發，大肆誅戮，裴楷受牽連被捕，舉止自若。尤善知人，對樂广、鍾會、夏侯玄、山濤等有所評鑒，病重時又對時為黃門郎的王衍表示賞識，這些人後來都成為一時名士。唐蒙求有诗曰 “王戎簡要，裴楷清通”, 形容裴楷说理明白通达。

## 其他
河东裴氏与琅邪王氏两家在曹魏西晋时期兴盛，当时的人以八裴比拟八王，裴楷比拟王衍。

## 家庭

### 夫人
- 太原王氏，西晋司徒、录尚书事、京陵元公王浑之女

### 子女
- 裴舆，字祖明，官至散骑侍郎。娶司马亮女。
- 裴瓚，中书郎
- 裴宪，字景思，没于石勒。
- 裴礼
- 裴逊
- 裴氏，嫁卫瓘之子